# Arabische rouwtapuit
De Arabische rouwtapuit (Oenanthe lugentoides) is een zangvogel uit de familie Muscicapidae (Vliegenvangers).

## Kenmerken
De vogel is 14–16 cm lang en weegt 19–25 gram. Vaak wordt deze soort nog beschouwd als een ondersoort van de oostelijke rouwtapuit (O. lugens) uit Jemen en Oman. De onderlinge verschillen in het veld zijn klein. Deze soort heeft meer zwart op de bovenborst en kruin dan de oostelijke rouwtapuit.

## Verspreiding en leefgebied
Deze soort is endemisch op het Arabisch Schiereiland en telt 2 ondersoorten:
- O. l. lugentoides: zuidwestelijk Saoedi-Arabië en westelijk Jemen.
- O. l. boscaweni: noordwestelijk Jemen en zuidelijk Oman.

Het leefgebied van de Arabische rouwtapuit bestaat uit vlakke terrassen in rotsig berggebied met spaarzame vegetatie tussen de 1000 en 2500 m boven zeeniveau.

## Status
De grootte van de populatie is niet gekwantificeerd. Men veronderstelt dat de soort in aantal stabiel is. Om deze redenen staat de Arabische rouwtapuit als niet bedreigd op de Rode Lijst van de IUCN.